# Морис (књига)
Морис је роман Е. М. Форстера. Прича о хомосексуалној љубави у Енглеској раног 20. вијека, прати Мориса Хола од његових школских дана до универзитета и даље. Написан је у периоду 1913–1914. године, а ревидиран 1932., као и 1952–1960. (свака верзија се разликује једна од друге у посљедњем дијелу романа). Форстер је био обожавалац пјесника, филозофа, социјалисте и раног борца за права хомосексуалаца Едварда Карпентера и, након посјете Карпентеровој кући у Милторпу у Дербиширу 1913. године, био је инспирисан да напише Мориса. Међукласни однос између Карпентера и његовог партнера из радничке класе, Џорџа Мерила, представљао је модел из стварног живота за Мориса и Алека Скадера.
Иако је Форстер показао различите верзије романа неколицини својих пријатеља од повјерења (међу њима и Зигфриду Сасуну, Литону Стречију, Едварду Карпентеру, Кристоферу Ишервуду, Сјао Киану и Форесту Риду) током деценија, је објављен тек постхумно, 1971. године. Форстер није покушавао да је објави током свог живота, вјерујући да је у том периоду била необјављива због јавних и правних ставова према истополној љубави. Биљешка пронађена на рукопису гласила је: "Може да се објави, али вриједи ли?" Форстер је био одлучан да његов роман треба да има срећан крај, али се такође плашио да би то учинило књигу подложном кривичном гоњењу, јер је мушка хомосексуалност остала незаконита у Великој Британији.
Било је спекулација да је Форстеров необјављени рукопис можда видео Д. Х. Лоренс и да је утицао на његов роман „Љубавник леди Четерли“ из 1928. године, који такође укључује ловочувар који постаје љубавник припадника виших класа.
Роман су адаптирали Џејмс Ајвори и Kit Hesketh-Harvey као филм Морис из 1987. године Merchant Ivory Productions, за сцену, и као класичну серију ББС радија 4 Филипа Осмента из 2007. године.

## Сажетак заплет
Морис Хол, четрнаест година, разговара о сексу и женама са својим учитељем Беном Дусијем непосредно прије него што Морис напредује у јавну школу. Морис се осјећа удаљеним од приказа брака са женом као циља живота.
По повратку кући, Морис сазнаје да је Џорџ, дјечак слуге са којим се Морис играо, отишао и да му је сломљено срце не знајући зашто. Једне ноћи, Морис сања пријатеља који би могао да жртвује све за њега и обрнуто, пријатеља који би трајао цијели живот.
Неколико година касније, док је студирао на Кембриџу, Морис се спријатељи са колегом студентом Клајвом Дарамом. Клајв га упознаје са древним грчким списима о истополној љубави, укључујући Платонов симпозијум, и након кратког времена њих двоје започињу романтичну, али потпуно платонску везу — на једнострани захтев Клајва који је хеленистички интелектуалац — која се наставља све док до момента када су напустили универзитет.
После посјете Грчкој, Клајв се разболи; након опоравка, прекида везу са Морисом, тврдећи да је хетеросексуалац и оженивши се женом. Морис је схрван, али постаје берзански мешетар, а у слободно вријеме помаже у управљању боксерском салом хришћанске мисије за дјечаке из радничке класе у Ист Енду. Отприлике у исто вријеме, Морис схвата Клајвову некомпатибилност са њим и прихвата њихову везу као везу која никада неће задовољити његове физичке жеље и која би се лоше завршила за обоје.
Он заказује састанак са хипнотизером, господином Ласкером Џонсом, у покушају да се "излијечи". Ласкер Џонс своје стање назива "урођеном хомосексуалношћу" и тврди да је успјешно изљечење овог "стања" 50 одсто. Након првог заказивања, јасно је да је хипноза пропала.
Морис је позван да остане код Дурхамових на њиховом имању након што се Клајв ожени. Тамо ради млади чувар игре Алек Скадер који се заинтересује за Мориса, али кога је Мориса у потпуности — иако несвјесно — привукао на први поглед. Током свог боравка, Морис такође схвата да је већ престао да гаји осећања према Клајву. Једне ноћи, очајан Морис дозива у тами „пријатеља“ из свог детињства. Верујући да га Морис зове, Алек се пење до прозора са мердевинама и њих двоје воде љубав.
После њихове прве заједничке ноћи, Морис почиње паничити због тога што је његов први пут био са необразованим човјеком ниже класе и плаши се да ће га Алек разоткрити или уцејнити. Још једном одлази код Ласкера Џонса, али хипноза не успева, горе него први пут. На путу кући, Морис коначно прихвата себе као хомосексуалца, али одлучује да се држи своје класе.
У међувремену, рањен Морисовим одбијањем да одговори на његова писма и третирајући га само као слугу за сексуалне услуге, Алек прибјегава претњама Морису како би привукао његову пажњу. Морис коначно пристаје да се састане са Алеком у Британском музеју у Лондону. Они разговарају о ситуацији и својим неспоразумима, али убрзо постаје јасно да су заљубљени једно у друго након што су се обоје уморили од покушаја да повриједе једно другог. Проводе још једну ноћ заједно у хотелу. Ујутру Алек каже Морису да са породицом емигрира у Аргентину. Морис тражи од Алека да остане са њим и показује да је спреман да се одрекне свог друштвеног и финансијског положаја, као и посла да би живио и радио са Алеком. Алек му каже да то неће успети, већ ће само уништити обоје и одлази. Након почетних мука, Морис одлучује да се опрости од Алека у Саутемптону. Затечен је када се Алек не појави у луци, али одмах схвата шта то значи.
У журби, Морис одлази до имања Дарамових, гдје је двоје љубавника требало да су се раније срели у кућици за чамце на Алеков захтев у његовим писмима. Тамо проналази Алека, који претпоставља да је Морис примио телеграм који му је Алек послао. Алек се предомислио и намерава да остане са Морисом, рекавши му да се „више неће растати“.
Морис посећује Клајва и описује шта се догодило са Алеком како би се опростио од Клајва и његовог старог живота. Клајв остаје без рјечи и не може да разумије. Морис одлази да би био са Алеком, а Клајв га више никада не види.

### Оригинални крај
У оригиналним рукописима, Форстер је написао епилог о судбини Мориса и Алека након романа који је касније одбацио јер је био непопуларан међу онима којима га је показао. Овај епилог се још увек може наћи у Абингеровом издању романа, које такође садржи сажетак разлика између различитих верзија романа.
Абингерово поновно штампање епилога задржава Морисово оригинално презиме Хил. (Иако је презиме изабрано за лик пре него што је Морис Хил (геофизичар) уопште рођен, сигурно се није могло задржати након што је овај постао члан Краљевског колеџа, Кембриџа, Форстеровог колеџа. Могло би, наравно, промјењено прије тог времена.)
Епилог садржи састанак између Мориса и његове сестре Кити неколико година касније. Алек и Морис су до сада постали дрвосјече. Кити је јасно зашто је њен брат нестао. Овај дио романа наглашава екстремну одбојност коју Кити осећа према свом брату. Епилог се завршава тако што су Морис и Алек у загрљају на крају дана и разговарају о виђењу Кити и рјешењу да морају да крену даље како би избегли откривање или даљи састанак.

## Критички пријем
Критички пријем 1971. године био је у најбољем случају контрадикторан. Ч. П. Снов у Фајненшал тајмс је открио да је роман „осакаћен“ својом „експлицитном сврхом“, са завршетком „умјетнички сасвим погрешним“ (што је била скоро универзална критика у то вријеме). Walter Allen у The Daily Telegraph га је окарактерисао као „роман тезу, молбу за јавно признање хомосексуалаца“, на шта је Форстер „протраћио“ себе, умјесто као аутобиографско дјело. За Мајкла Ретклифа у The Times, то је био „најмање поетичан, најмање духовит, најмање густ и најнепосреднији реалистичан од шест романа”. Филип Тојнби у The Observer је сматрао да је роман „дубоко срамотан“ и „површан до тачке болне некомпетентности“, што га је навело да се запита „да ли заиста постоји нешто попут специфичног хомосексуалног сензибилитета“. Тојнби је даље изјавио да није могао „да открије ништа посебно хомосексуално код Мориса, осим што се дешава да се ради о хомосексуалцима“.
Нешто позитивније, Paddy Kitchen у TES (magazine) је сматрао да роман „треба узети под условима под којима је замишљен, а не као неки кандидат за... Howards End”. У оцртавању „моралне теме“, Форстер је по Киченовом мишљењу био „идеална особа“. V. S. Pritchett у New Statesman сматра да је лик Алека „много боље нацртан“ од Мелорса у Љубавнику леди Чатерли, иако је сматрао да је тупи Морис, лишен Форстерове „интелигентности и сензибилитета“, тешко вероватан. Cyril Connolly у The Sunday Times је пронашао „значајну иронију“ у чињеници да је Морис, а не Клајв, „осјетљиви млади штитоноша“ тај који „испада неизлечиви“.
За Џорџа Штајнера у The New Yorker, Морисово скромно достигнуће је увеличало величину A Passage to India:
Најсуптилније од свега је Форстерово рјешење проблема 'физичке реализације'. Код Мориса га је ова основна тешкоћа сажалила. За разлику од Жида или Лоренса, он није пронашао ниједан сензуални акт који би био адекватан његовој визији секса. Гест се повлачи у заморној магли. Мистериозни бијес у пећинама Марабар је савршено рјешење. Иако ће, као што ће остатак романа показати, „ништа се није догодило“ на том мрачном мјесту које одјекује, снага сексуалне сугестије је бескомпромисна. Као што само прави писац може, Форстер је пронашао пут до симболичке акције богатије, прецизније од било које појединачне конкретне појаве.

## Адаптације
По роману је снимљен филм Морис (1987), који је режирао Џејмс Ајвори и у којем глуме Џејмс Вилби као Морис, Хју Грант као Клајв и Руперт Грејвс као Алек.
Сценска адаптација, коју су написали Роџер Персли и Енди Грејем, продуцирала је позоришна компанија СНАП 1998. године и гостовала је по Великој Британији, а кулминирала је кратким приказивањем у лондонском Блумсбери театру. Shameless Theatre Company поставила је још једну представу 2010. године у Above the Stag Theatre у Лондону. Above the Stag је поново постављен у септембру/октобру 2018, у оквиру прве сезоне позоришта у новим просторијама. Режирао га је Џејмс Вилби. Америчка премијера отворена је 24. фебруара 2012. у New Conservatory Theatre Center у Сан Франциску.
Препричавање и наставак романа Вилијама ди Канција, под називом Алек, објављено је 2021. године.